# Erysiphe depressa
Erysiphe depressa är en svampart som först beskrevs av Carl (Karl) Friedrich Wilhelm Wallroth, och fick sitt nu gällande namn av Diederich Franz Leonhard von Schlechtendal 1824. Erysiphe depressa ingår i släktet Erysiphe och familjen Erysiphaceae.  Arten är reproducerande i Sverige. Inga underarter finns listade i Catalogue of Life.